# 후지사와 마이
후지사와 마이(일본어: 藤澤 麻衣, 1979년 8월 15일 ~)는 일본의 가수이다. 일본 출신의 작곡가인 히사이시 조의 딸로 잘 알려져 있다. 음악 활동 자체는 1996년부터 시작하여 왔으나, 이는 그녀의 아버지인 히사이시 조가 작곡한 곡의 보컬을 일부 맡는 수준이었고, 정식 데뷔는 2009년에 했다.
맑고 깨끗한 목소리가 특징이다.

## 음반 활동

### 싱글 앨범
- 《ウルルの唄》 (2009년)

### 정규 앨범
- 《麻衣》 (2010년)
- 《うたうまい 童謡うたう》 (2013년)